# Copa Centenario Revolución de Mayo
Copa Centenario Revolución de Mayo là một giải bóng đá quốc tế được tổ chức tại Argentina từ ngày 29 tháng Năm đến 12 tháng 6 năm 1910, là giải đấu bóng đá quốc tế đầu tiên tại Nam Mỹ mà có hơn 2 nước tham dự. Được coi là tiền thân của Giải vô địch Nam Mỹ, mà sau đổi tên thành Copa América.
Giải đấu được tổ chức nhằm kỷ niệm 100 năm Cách mạng tháng Năm. Trước đó chỉ có những giải đấu quốc tế được tổ chức giữa Uruguay và Argentina là Copa Newton, Copa Lipton hoặc Gran Premio de Honor Argentino. Do giải đấu này diễn ra sau khi CONMEBOL thành lập, nên đôi khi nó được gọi là Copa América đầu tiên. Tuy nhiên, CONMEBOL công nhận Giải vô địch bóng đá Nam Mỹ 1916 là Copa América đầu tiên.
Giải đấu diễn ra theo thể thức vòng tròn giữa Argentina, Chile và Uruguay. Tất cả các trận đấu diễn ra tại Buenos Aires tại hai địa điểm: Gimnasia y Esgrima (BA) và Colegiales.

## Bảng xếp hạng
| Đội       | Trận | T | H | B | BT | BB | HS | Điểm |
| --------- | ---- | - | - | - | -- | -- | -- | ---- |
| Argentina | 2    | 2 | 0 | 0 | 9  | 2  | +7 | 4    |
| Uruguay   | 2    | 1 | 0 | 1 | 4  | 4  | 0  | 2    |
| Chile     | 2    | 0 | 0 | 2 | 1  | 8  | −7 | 0    |

## Kết quả
| Uruguay                                | 3–0 | Chile |
| -------------------------------------- | --- | ----- |
| Piendibene 6' · Bracchi 75' · Buck 85' |     |       |

| Argentina                                          | 5–1 | Chile        |
| -------------------------------------------------- | --- | ------------ |
| Viale 16' · Hayes 26', 40' · Weiss 66' · Susán 82' |     | Campbell 50' |

| Argentina                                      | 4–1 | Uruguay        |
| ---------------------------------------------- | --- | -------------- |
| Viale 15' · Hayes 43' · Hutton 50' · Susán 64' |     | Piendibene 58' |

## Cầu thủ ghi bàn
3 bàn
- Juan Enrique Hayes

2 bàn
| - Maximiliano Susán | - José N. Viale | - José Piendibene |

1 bàn
| - Watson Hutton - Gottlob Eduardo Weiss | - Colin Campbell - José Bracchi | - Robert Sidney Buck |